# Кадиркент
Кадиркент (дарг. Кьадиркент, в пер. — село Кадира) — село в Сергокалинском районе Дагестана.

## География
Село расположено на границе с Карабудахкентским районом (на севере) близ села Губден и в 8 км к северо-западу от районного центра — села Сергокала.

## История
До XX века территория нынешнего села являлась частью одного большого селения Губден. История Кадиркента начинается с периода основания своих периферийных земель губденцами. Именно тогда образовались Кадиркент и другие губденские сёла. В 1920-е годы житель села Губден, Кадир, вместе с женой и двумя детьми — Эмином и Сиражудином — переселяются в местность, где ныне расположен Кадиркент. Вслед за Кадиром переехали около 50 жителей из села Губден. Позже в Кадиркент были переселены жители из селения Цурримахи, которое является хутором селения Мекеги.

## Население
| 1926 | 1939 | 1970 | 1989 | 2002 | 2010 | 2021 |
| ---- | ---- | ---- | ---- | ---- | ---- | ---- |
| 112  | ↗242 | ↗318 | ↗352 | ↗859 | ↗868 | ↘644 |